# Jaime Alberto Cabrera Arcos
Jaime Alberto Cabrera Arcos (ur. 20 września 1967 w Sandoná) – kolumbijski duchowny katolicki, biskup Garzón od 2025.

## Życiorys
Święcenia kapłańskie otrzymał 14 stycznia 1994 i został inkardynowany do archidiecezji Pasto.
28 stycznia 2025 papież Franciszek mianował go ordynariuszem diecezji Garzón. Sakry udzielił mu 25 marca 2025 nuncjusz apostolski w Kolumbii – arcybiskup Paolo Rudelli.